# 5 Pułk Ułanów Zasławskich
5 Pułk Ułanów Zasławskich (5 puł) – oddział kawalerii polskich formacji wojskowych w Rosji i Wojska Polskiego II RP.
Pułk nawiązywał do tradycji 5 pułk ułanów utworzonego w 1830 i walczącego w powstaniu listopadowym.
Do 1939 pułk stacjonował w garnizonie Ostrołęka. Natomiast kadra szwadronu zapasowego stacjonowała początkowo w Garwolinie.
Święto pułkowe – 23 września, w rocznicę szarży pod Zasławiem w 1920.

## Formowanie
Pod koniec listopada 1917 z Polaków służących w dwóch rosyjskich dywizjach kawalerii (9. i kombinowanej), działających na froncie rumuńskim, w Besarabii, zorganizowany został „Polski Kawaleryjski Dywizjon przy 8-ej armii”. Dywizjon formował się we wsi Bielawińce na podstawie rozkazu Dowództwa 8 Armii wydanego 26 listopada 1917. Dowódcą i organizatorem oddziału został ppłk Stanisław Sochaczewski. Dywizjon został podporządkowany dowódcy II Korpusu Polskiego w Rosji. Do 14 grudnia 1917 zorganizowano trzy szwadrony liniowe, pluton łączności, pluton karabinów maszynowych, kolumnę taborową i trzydziałową baterię artylerii konnej.
1 stycznia 1918 do dywizjonu dotarła informacja o rozkazie Dowództwa 8 Armii w sprawie przeformowania dywizjonu w „pułk jazdy polskiej przy 8-ej armii”. 4 szwadron, wyłączony z rosyjskiej 7 Dywizji Kawalerii, formował się w Sorokach pod dowództwem por. Jerzego Kobylańskiego. 12 maja 1918, po bitwie pod Kaniowem, jednostka została rozformowana, a oficerowie osadzeni w Twierdzy Brzeskiej.
Sformowanie 5 pułku ułanów
13 listopada 1918 do Warszawy przybyli oficerowie pułku zwolnieni z niewoli niemieckiej. 14 listopada 1918, na podstawie rozkazu L. 15 szefa Sztabu Generalnego, podpułkownik Sochaczewski rozpoczął formowanie 5 pułku ułanów. Na miejsce postoju wyznaczono koszary w Mińsku Mazowieckim, w których stacjonował szwadron instrukcyjny Polskiej Siły Zbrojnej. W skład pułku włączono szwadron ułanów z Łukowa. Biuro werbunkowe pułku mieściło się w hotelu „Uniwersal” przy ulicy Marszałkowskiej 105 w Warszawie.
| Obsada personalna pułku w 1920 | Obsada personalna pułku w 1920        |
| Stanowisko                     | Stopień, imię i nazwisko              |
| ------------------------------ | ------------------------------------- |
| Dowódca pułku                  | płk Mikołaj Koiszewski                |
| Dowódca pułku                  | ppłk Stanisław Sochaczewski           |
| Zastępca dowódcy pułku         | mjr Konstanty Dzieduszycki            |
| Adiutant pułku                 | ppor. Józef Stapf                     |
| Lekarz                         | ppor. podlek. Tadeusz Walkowski       |
| Lekarz wet.                    | mjr lek. wet. Jan Józef Wróblewski    |
| Lekarz wet.                    | ppor. wet. Wacław Henryk Duval        |
| Dowódca I dywizjonu            | ppłk Konstanty Obiedziński            |
| Dowódca I dywizjonu            | mjr Mieczysław Szemiot                |
| Dowódca II dywizjonu           | mjr Mieczysław Szemiot                |
| Dowódca II dywizjonu           | rtm. Edward Baranowicz                |
| Dowódca 1 szwadronu            | por. Franciszek Rodziewicz            |
| Dowódca plutonu                | ppor. Kazimierz Rudowski              |
| Dowódca 2 szwadronu            | por./rtm. Stanisław Udymowski (16 IX) |
| Dowódca 2 szwadronu            | por. Józef Krzemieniecki              |
| Dowódca plutonu                | pchor. Zygmunt Strubel                |
| Dowódca 3 szwadronu            | rtm. Władysław Doliński               |
| Dowódca 3 szwadronu            | rtm. Leon Strzelecki                  |
| Dowódca plutonu                | pchor./ppor. Tadeusz Nowiński         |
| Dowódca plutonu                | pchor./ppor. Bronisław Korpalski      |
| Dowódca 4 szwadronu            | por. Kazimierz Perro                  |
| Dowódca 4 szwadronu            | ppor. Jerzy Wacław Florkowski         |
| Dowódca szwadronu km           | por. Stefan Dukaj                     |
| Dowódca szwadronu technicznego | por. Mieczysław Lubiński              |
| Oficer pułku                   | por. Franciszek Podhorski († 5 IX)    |
| Oficer pułku                   | ppor. Płażyński                       |
| Oficer pułku                   | pchor. Witold Ertman                  |
| Oficer pułku                   | pchor. Tadeusz Grabowski              |
| Oficer pułku                   | pchor. Andrzej Łoś                    |
| Oficer pułku                   | pchor. Leon Udymowski                 |

## Pułk w walce o granice
W kwietniu i maju 1920 pułk w składzie III Brygady Jazdy wziął udział w operacji zaczepnej Wojska Polskiego na Ukrainie.
 

24 maja 1920 maszerujące na pozycje wyjściowe 135 Brygada Strzelców i pułk kawalerii Kotowskiego z grupy Jakira napotkały pod Koszowatą polski 5 pułk ułanów, wspierany przez 2 baterię 3 dywizjonu artylerii konnej. Sowiecka piechota zaatakowała od czoła, a kawaleria próbowała oskrzydlić ułanów i zamknąć im drogę odwrotu. Walki trwały siedem godzin. 2 szwadron porucznika Stanisława Udymowskiego odparł wszystkie ataki, a w krytycznej sytuacji 3 szwadron porucznika Władysława Dolińskiego szarżą ocalił cofające się działa 2/3 dywizjonu artylerii konnej. Dopiero nocą szwadrony, razem z towarzyszącą im baterią, wycofały się. Do kolumny nie zdążył dołączyć 4 szwadron, który obsadzał wieś Stawiszcze. Szwadron ocalał dzięki pomocy Ukraińców, którzy przeprowadzili ułanów bezdrożami, omijając oddziały sowieckie. 
W walkach odwrotowych uczestniczył we wszystkich kawaleryjskich bitwach polskiej 1 Dywizji Jazdy. Z jednostkami sowieckiej 1 Armii Konnej walczył pod Równem, Beresteczkiem i Brodami. W drugiej połowie sierpnia i we wrześniu pułk walczył w obronie Lwowa w składzie 1 Brygady Jazdy między innymi pod Przemyślanami, Bóbrką, Rohatynem i Chołojowem. W czasie pościgu w drugiej połowie września 1920 pułk wykonał szarżę pod Zasławiem, od której wziął swoją nazwę wyróżniającą.

### Mapy walk pułku

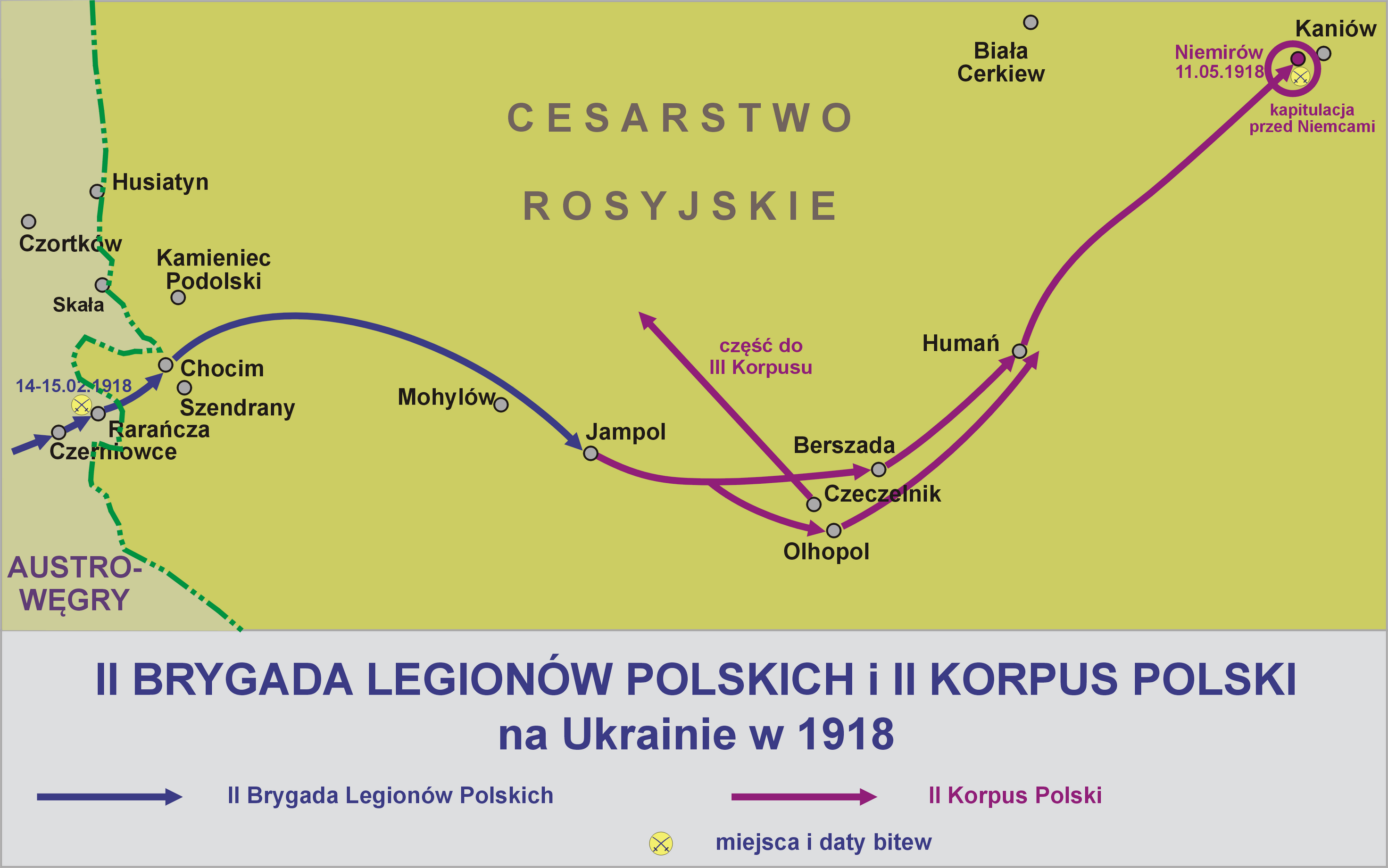
w składzie II KP
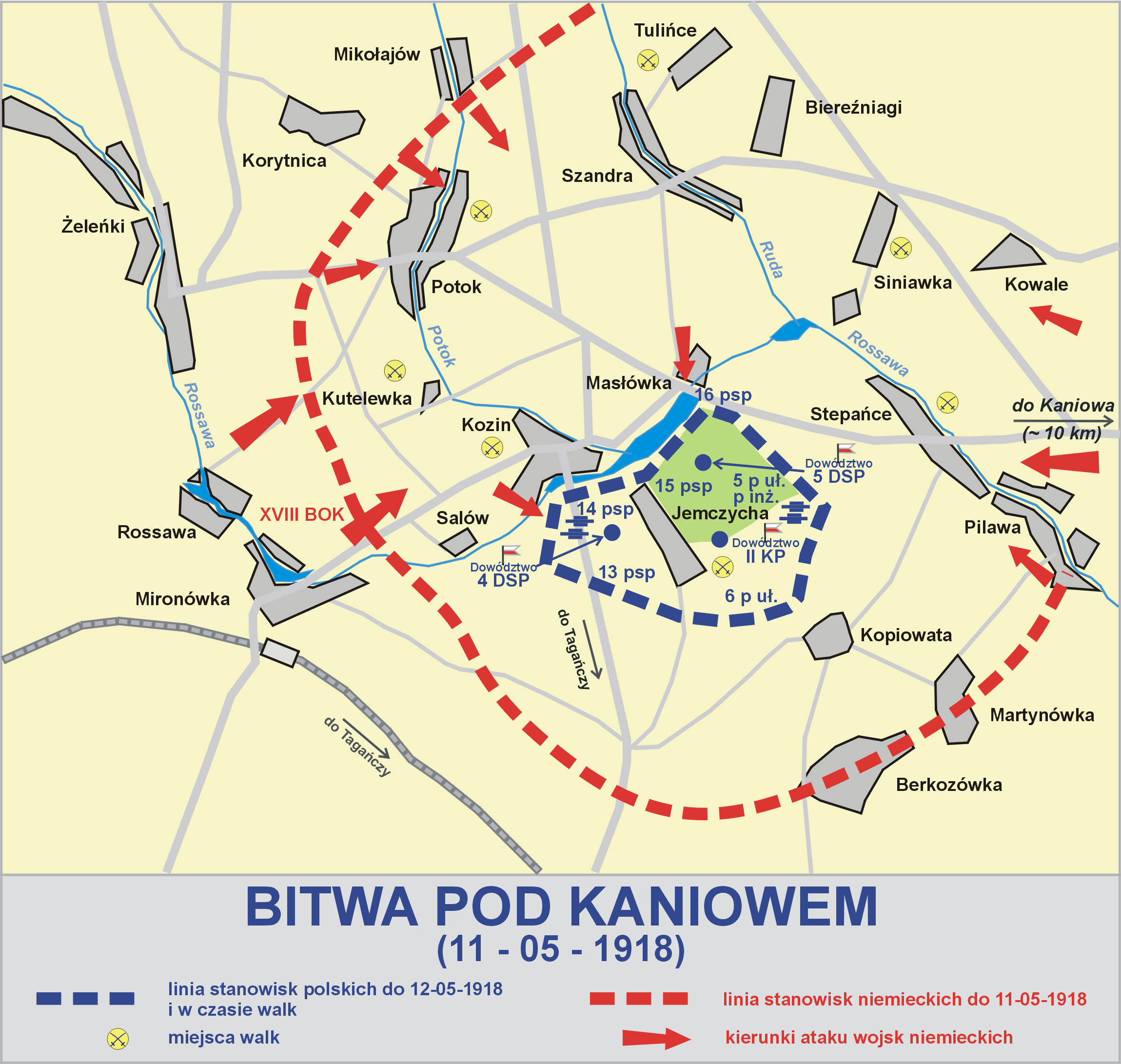
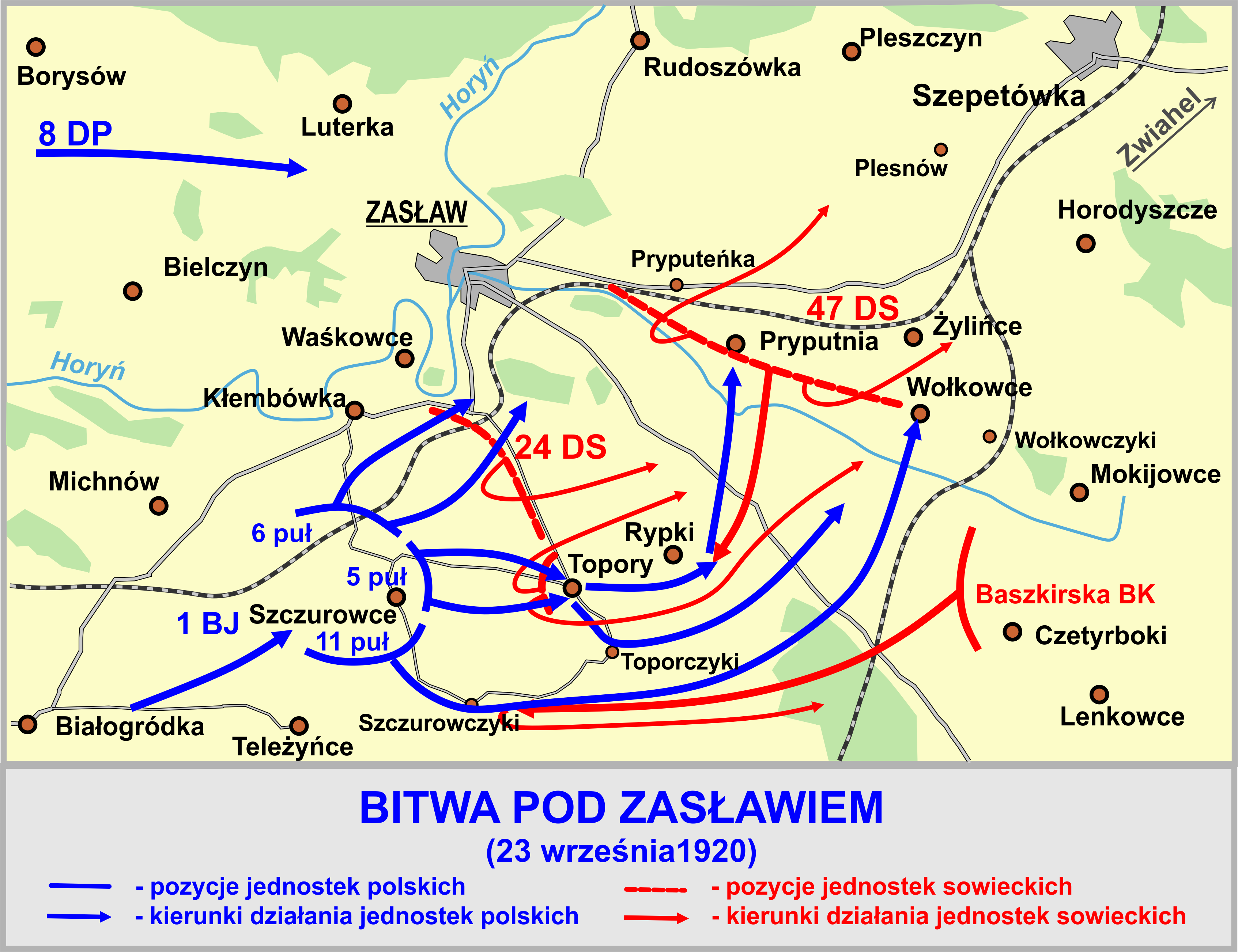
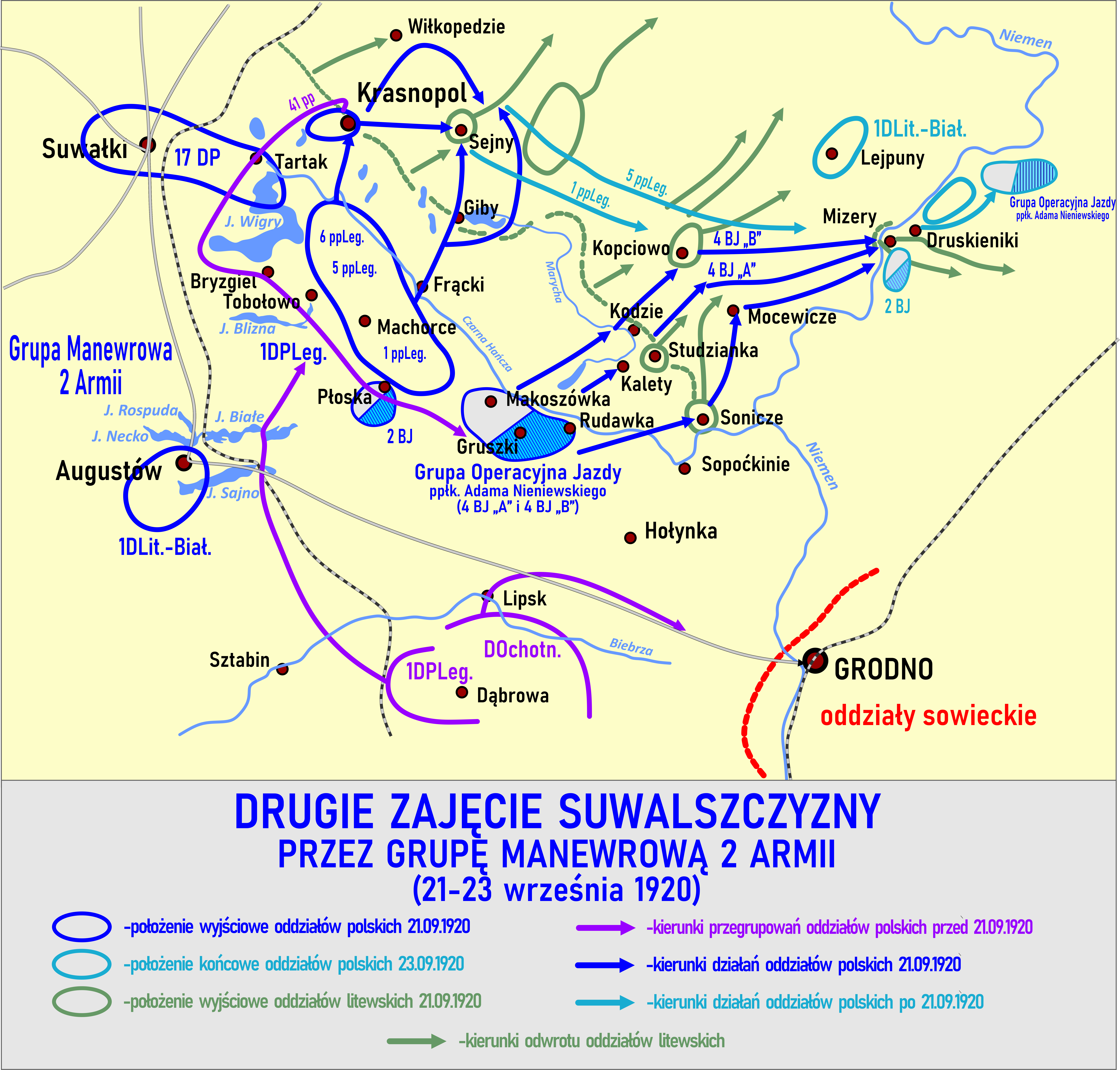

### Kawalerowie Virtuti Militari
| Żołnierze pułku odznaczeni Krzyżem Srebrnym Orderu Wojskowego Virtuti Militari za wojnę 1918–1920 | Żołnierze pułku odznaczeni Krzyżem Srebrnym Orderu Wojskowego Virtuti Militari za wojnę 1918–1920 | Żołnierze pułku odznaczeni Krzyżem Srebrnym Orderu Wojskowego Virtuti Militari za wojnę 1918–1920 |
| ------------------------------------------------------------------------------------------------- | ------------------------------------------------------------------------------------------------- | ------------------------------------------------------------------------------------------------- |
| plut. Tomasz Bielecki nr 3338                                                                     | ś.p. ppor. Kazimierz Bogucki                                                                      | ułan Piotr Czuba                                                                                  |
| mjr Konstanty Dzieduszycki                                                                        | plut. Stanisław Furmańczyk                                                                        | ppor. Jerzy Florkowski                                                                            |
| wachm. Franciszek Grzegorczyk                                                                     | wachm. Lucjan Hamerszmidt                                                                         | kpr. Julian Henel                                                                                 |
| plut. Stanisław Jakubowski nr 3197                                                                | kpr. Aleksander Jordański                                                                         | ś.p. kpr. Kazimierz Karaś                                                                         |
| plut. German Kempski nr 3334                                                                      | ppor. Alfred Klausal                                                                              | ppor. Bronisław Korpalski                                                                         |
| plut. Jan Lelontko                                                                                | wachm. Edmund Miterski                                                                            | ś.p. Włodzimierz Młodzianowski                                                                    |
| st. wachm. Marian Morawski                                                                        | ppor. Tadeusz Nowiński                                                                            | ś.p. por. Franciszek Podhorski                                                                    |
| ś.p. wachm. Stanisław Pilch                                                                       | plut. Stanisław Ratajczyk                                                                         | por. Franciszek Rodziewicz                                                                        |
| por. Józef Stapf                                                                                  | ppor. Zygmunt Strubel                                                                             | rtm. Leon Strzelecki                                                                              |
| plut. Władysław Sobieszczak                                                                       | ppłk Stanisław Sochaczewski                                                                       | st. ułan Bazyli Siwiński                                                                          |
| ppor. Stanisław I Solecki                                                                         | ś.p. ułan Mieczysław Olszamowski                                                                  | ś.p. rtm. Władysław Turski                                                                        |
| ś.p. rtm. Stanisław Udymowski                                                                     | ś.p. st. ułan Stefan Walewski                                                                     | wachm. Władysław Wągrocki                                                                         |
| ś.p. plut. Bolesław Węsak                                                                         | st. ułan Bolesław Zagórski nr 3379                                                                |                                                                                                   |

## Pułk w okresie pokoju

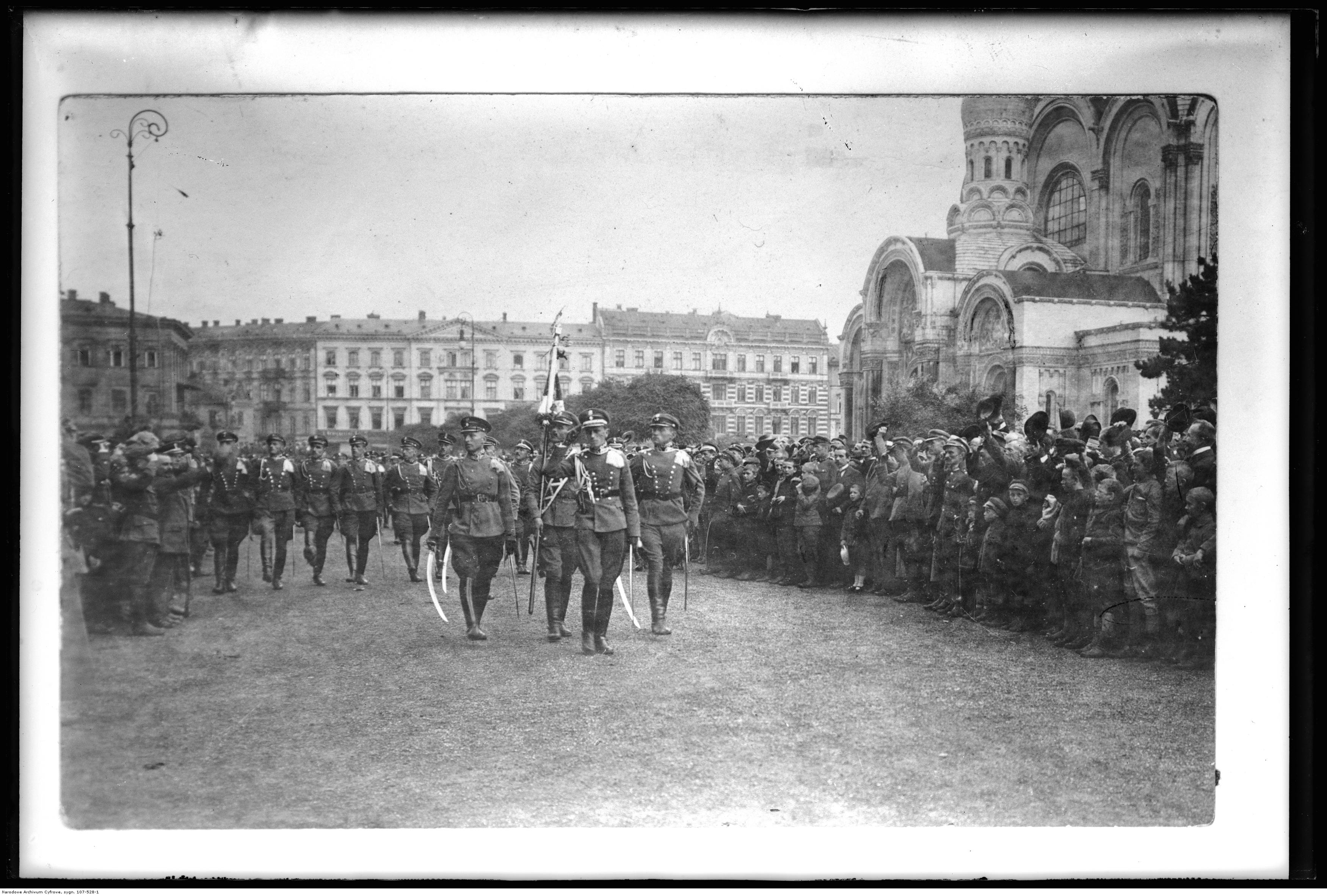
Defilada pułku

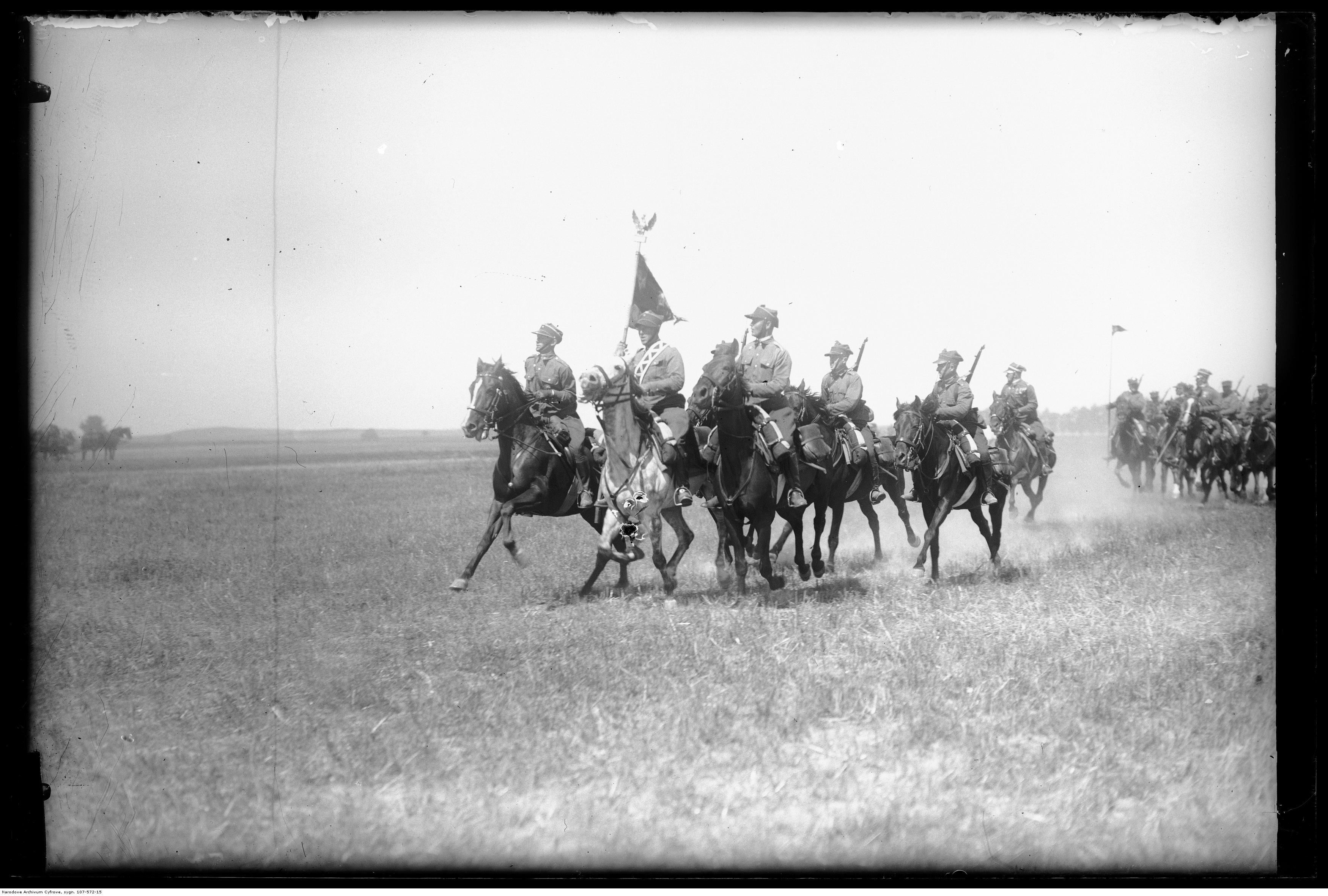
Poczet sztandarowy pułku, Święto Żołnierza, rok 1933

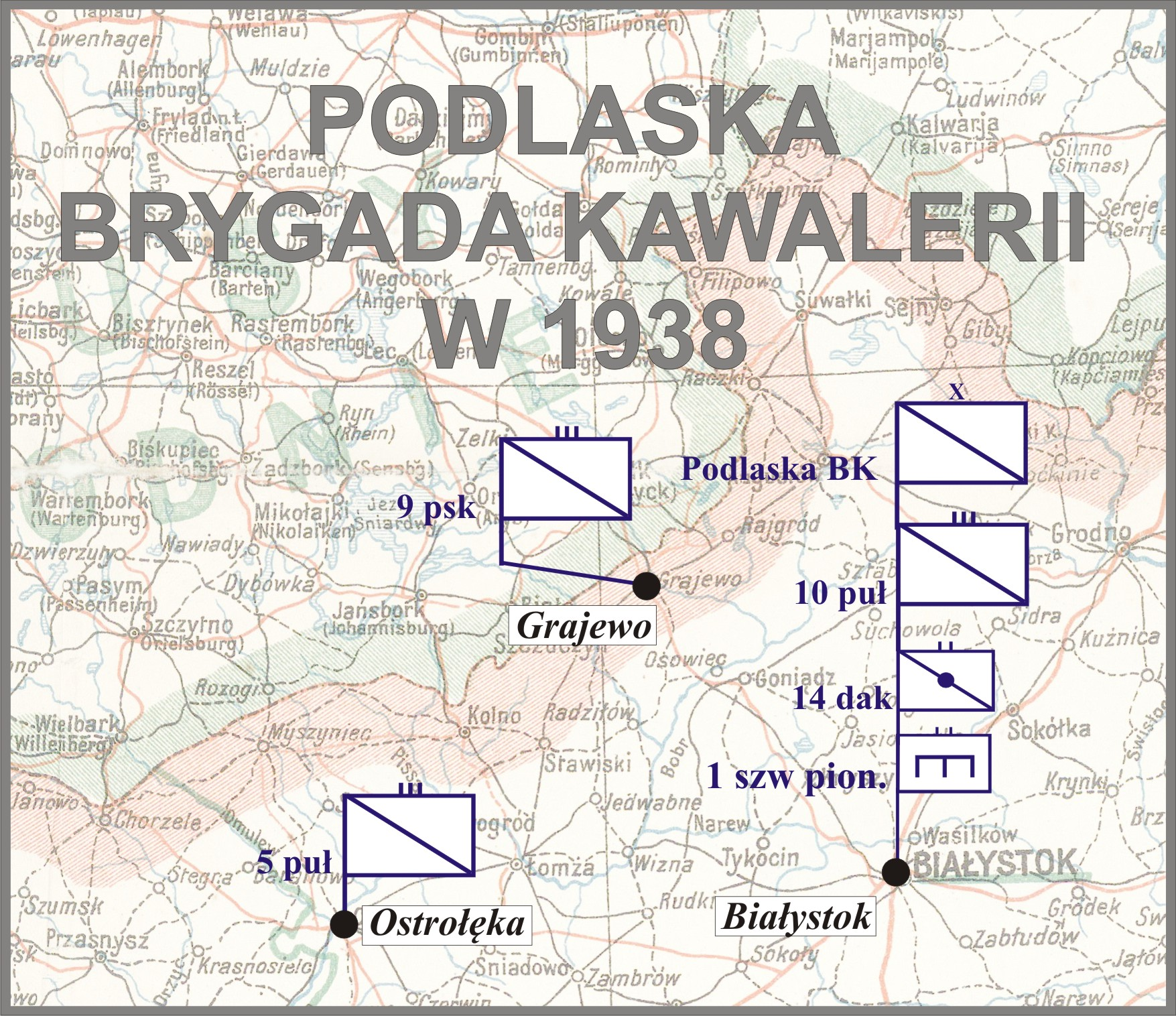
Podlaska BK w 1938

Po zakończeniu wojny polsko-bolszewickiej pułk pozostawał w Małopolsce Wschodniej. 26 maja 1921 pierwsze transporty kolejowe przywiozły pododdziały pułku do nowego garnizonu, do Ostrołęki. W tym czasie pułk wchodził w skład VIII Brygady Jazdy, a w latach 1924–1937 funkcjonował w składzie XII Brygady Kawalerii. Po reorganizacji kawalerii znalazł się w składzie Podlaskiej Brygady Kawalerii.
Koszary
Pułk został zakwaterowany w wojciechowickich porosyjskich koszarach, w czasach carskich zwanych Obozem Niżegorodzkim. Kompleks koszarowy mógł wtedy pomieścić 1527 ludzi i 888 koni. Jego część południowo-zachodnią zajmował wówczas 22 pułk piechoty, część południowo-wschodnią 6 pułk dragonów (?), a północną – 10 batalion saperów. Pododdziały 5 pułku ułanów zajęły zabudowania po południowej stronie szosy. W koszarach dominowały obiekty murowane. Część budynków była drewniana, a część drewniana z murowanymi klatkami schodowymi. Cerkiew prawosławną przekształcono w rzymskokatolicki wojskowy kościół parafialny pw. świętego Wojciecha Biskupa. 23 września 1938 na terenie koszar odsłonięto pomnik poległych.
Konie
W pułku dążono do tego, by większość koni była maści gniadej i kasztanowatej. Grupowano je w pododdziałach według następującego klucza: 1 szwadron – gniade i szarogniade, 2 szwadron – gniade, 3 szwadron – ciemniejsze kasztany, 4 szwadron – jasne kasztany, szwadron ciężkich karabinów maszynowych – konie wyrównane w ramach plutonów, pluton łączności – gniade, szpaki i kilka siwych, a pluton trębaczy – siwe. 
| Pułk w planie mobilizacyjnym „S” | Pułk w planie mobilizacyjnym „S” | Pułk w planie mobilizacyjnym „S” |
| Nazwa pododdziału                | Miejsce mobilizacji              | Termin                           |
| -------------------------------- | -------------------------------- | -------------------------------- |
| dowódca pułku z drużyną          | Ostrołęka                        | alarm                            |
| pluton łączności                 | Ostrołęka                        | alarm                            |
| 1÷4 szwadrony                    | Ostrołęka                        | alarm                            |
| szwadron karabinów maszynowych   | Ostrołęka                        | alarm                            |
| szwadron kawalerii nr 48         | Ostrołęka                        | 8                                |
| szwadron kawalerii nr 121        | Ostrołęka                        | 9                                |
| pluton ckm nr 48                 | Ostrołęka                        | 8                                |
| pluton ckm nr 121                | Ostrołęka                        | 9                                |
| uzupełnienie do czasu „W”        | Ostrołęka                        | 5                                |
| dowódca brygady nr 12            | Ostrołęka                        | alarm                            |
| kolumna taborowa nr 161          | Ostrołęka                        | 6                                |
| kolumna taborowa nr 165          | Ostrołęka                        | 7                                |
| szwadron marszowy 1/5 puł.       | Ostrołęka                        | 18                               |
| pluton marszowy nr 1/48          | Ostrołęka                        | 30                               |
| pluton marszowy nr 1/121         | Ostrołęka                        | 30                               |
| szwadron zapasowy                | Ostrołęka                        | alarm-15                         |

| Obsada personalna i struktura organizacyjna w marcu 1939 | Obsada personalna i struktura organizacyjna w marcu 1939 |
| Stanowisko                                               | Stopień, imię i nazwisko                                 |
| -------------------------------------------------------- | -------------------------------------------------------- |
| dowódca pułku                                            | płk Stefan Chomicz                                       |
| I zastępca dowódcy                                       | ppłk Jerzy Edward Anders                                 |
| adiutant                                                 | por. Zygmunt Antoni Sokołowski                           |
| naczelny lekarz medycyny                                 | kpt. dr Michał Wyhinnyj                                  |
| starszy lekarz weterynarii                               | mjr Czesław Wikiel                                       |
| młodszy lekarz weterynarii                               | por Aleksander Sielicki                                  |
| oficer placu Ostrołęka                                   | rtm. adm. (kaw.) Tadeusz Laskowski                       |
| II zastępca dowódcy (kwatermistrz)                       | mjr Bronisław Korpalski                                  |
| oficer mobilizacyjny                                     | rtm. Julian Bąkowski                                     |
| zastępca oficera mobilizacyjnego                         | por. Ludwik Aleksander Turasiewicz                       |
| oficer administracyjno-materiałowy                       | rtm. Janusz Jacyna-Onyszkiewicz                          |
| dowódca szwadronu gospodarczego                          | por. Zygmunt Antoni Sokołowski                           |
| oficer gospodarczy                                       | kpt. int. Józef Franciszek Storożek                      |
| oficer żywnościowy                                       | rtm. adm.(kaw.) Leon Udymowski                           |
| dowódca plutonu łączności                                | por. Aleksander Bonifacy Hryniewicz                      |
| dowódca plutonu kolarzy                                  | por. Wacław Gottwald                                     |
| dowódca plutonu ppanc.                                   | por. Józef Władysław Wilowski                            |
| dowódca 1 szwadronu                                      | por. Jerzy Jan Roszkowski                                |
| dowódca plutonu                                          | por. Bronisław Sadlej                                    |
| dowódca plutonu                                          | ppor. Zasław Hubert Henryk Krzywobłocki                  |
| dowódca 2 szwadronu                                      | rtm. Wiktor Jakubowski                                   |
| dowódca plutonu                                          | ppor. Marian Michniewicz                                 |
| dowódca plutonu                                          | ppor. Janusz Wacław Wolski                               |
| dowódca 3 szwadronu                                      | rtm. Ryszard Szempliński                                 |
| dowódca plutonu                                          | por. Zbigniew Zielkiewicz                                |
| dowódca 4 szwadronu                                      | rtm. Kazimierz Wachniewski                               |
| dowódca plutonu                                          | ppor. Leszek Antoni Rozlau                               |
| dowódca szwadronu km                                     | p.o. por. Franciszek Szabunia                            |
| dowódca szwadronu zapasowego                             | mjr Zygmunt Strubel                                      |
| zastępca dowódcy                                         | wakat                                                    |
| odkomenderowany                                          | mjr Kazimierz Wyszosław Tomasik †1940 Charków            |
| na kursie                                                | por. Adam Józef Dąbrowski                                |
| na kursie                                                | por. Wiesław Makowski                                    |
| na kursie                                                | por. Grzegorz Płodowski                                  |
| w szpitalu                                               | rtm. adm. (kaw.) Władysław Pawlikowski                   |

## Pułk w kampanii wrześniowej
W kampanii wrześniowej pułk walczył w składzie Podlaskiej Brygady Kawalerii. W nocy z 2 na 3 września oraz 4 września wziął udział w wypadach na teren Prus Wschodnich. Wykonywał rajd na Sokollen i Klarheim. 

W kolejnych dniach walczył w obszarze pomiędzy Narwią a Bugiem. Tu utracił spójność organizacyjną, a 14 września dowódca Podlaskiej Brygady Kawalerii gen. bryg. Ludwik Kmicic-Skrzyński dokonał zmiany dowódcy pułku. Nowym dowódcą został dotychczasowy zastępca ppłk Jerzy Anders, który następnego dnia dokonał reorganizacji pozostałości pułku. Nowy dowódca pułku posiadał w dyspozycji 2 szwadron, szwadron ciężkich karabinów maszynowych i działek przeciwpancernych oraz pluton łączności i pluton taborów. Poza pułkiem, pod ogólnym dowództwem por. Jerzego Roszkowskiego, walczyły 1. i 4 szwadron. Szwadrony działały w składzie Suwalskiej Brygady Kawalerii jako wzmocnienie 1 pułku Ułanów Krechowieckich.

20 września pułk dołączył do Samodzielnej Grupy Operacyjnej „Polesie", a jego 5 szwadronem stał się jego szwadron marszowy. Uzupełnienie pułku stanowili też żołnierze szwadronu marszowego 3 pułku strzelców konnych z Ośrodka Zapasowego Nowogródzkiej Brygady Kawalerii.

W bitwie pod Kockiem szwadrony pułku prowadziły działania na prawym skrzydle brygady, ubezpieczając działania Samodzielnej Grupy Operacyjnej „Polesie" od północnego zachodu, a dywizjon por. Roszkowskiego walczył w składzie Zgrupowania Kawalerii „Zaza". Tuż przed kapitulacją zgrupowania gen. Franciszka Kleeberga, 6 października, obie części pułku połączyły się. Pułk skapitulował w godzinach popołudniowych w Gułowie.
| Struktura organizacyjna i obsada personalna we wrześniu 1939 | Struktura organizacyjna i obsada personalna we wrześniu 1939 |
| dowództwo                                                    | dowództwo                                                    |
| ------------------------------------------------------------ | ------------------------------------------------------------ |
| dowódca pułku                                                | płk Stefan Chomicz                                           |
| zastępca dowódcy                                             | ppłk Jerzy Edward Anders                                     |
| kwatermistrz                                                 | mjr Bronisław Korpalski                                      |
| bez funkcji                                                  | mjr Zygmunt Strubel                                          |
| adiutant                                                     | por. Zygmunt Antoni Sokołowski                               |
| oficer ordynansowy                                           | ppor. rez. Jerzy Przywieczerski †20 VII 1942 KL Neuengamme   |
| II oficer ordynansowy                                        | por. Wacław Gottwald                                         |
| oficer broni                                                 | ppor. rez. Andrzej Jeżewski                                  |
| kierownik kancelarii                                         | wachm. Lucjan Menżyński                                      |
| lekarz medycyny                                              | kpt. lek. dr Michał Wyhinnyj                                 |
| lekarz weterynarii                                           | por. lek. wet. Aleksander Sielicki                           |
| kapelan                                                      | ks. Czesław Łapiński                                         |
| szwadron gospodarczy                                         |                                                              |
| dowódca szwadronu gospodarczego                              | por. rez. Aleksander Dzieduszycki                            |
| oficer żywnościowy                                           | ppor. rez. Tadeusz Zawidzki                                  |
| płatnik                                                      | kpt. int. Józef Franciszek Storożek                          |
| skarbnik                                                     | chor. Mieczysław Konowalski                                  |
| szef szwadronu                                               | wachm. Antoni Dygas                                          |
| 1 szwadron                                                   |                                                              |
| dowódca 1 szwadronu                                          | por. Jerzy Jan Roszkowski                                    |
| dowódca I plutonu                                            | ppor. Zasław Hubert Henryk Krzywobłocki (5 IX ranny)         |
| dowódca II plutonu                                           | chor. Jerzy Ulatowski                                        |
| dowódca III plutonu                                          | ppor. rez. Edward Sochaczewski                               |
| szef szwadronu                                               | wachm. Stanisław Dziewirski                                  |
| 2 szwadron                                                   |                                                              |
| dowódca 2 szwadronu                                          | rtm. Zbigniew Piotrowski                                     |
| dowódca I plutonu                                            | por. rez. Wiktor Plater-Zyberk (9 IX ranny)                  |
| dowódca II plutonu                                           | ppor. Marian Michniewicz                                     |
| dowódca III plutonu                                          | ppor. rez. Stefan Radomiński                                 |
| szef szwadronu                                               | wachm. Kazimierz Gwiazda                                     |
| 3 szwadron                                                   |                                                              |
| dowódca 3 szwadronu                                          | rtm. Ryszard Szempliński                                     |
| dowódca I plutonu                                            | por. Zbigniew Zielkiewicz                                    |
| dowódca II plutonu                                           | por. Wiesław Makowski (9 IX ranny)                           |
| dowódca III plutonu                                          | ppor. rez. Kazimierz Rzewuski                                |
| szef szwadronu                                               | wachm. Paweł Semeniuk                                        |
| 4 szwadron                                                   |                                                              |
| dowódca 4 szwadronu                                          | rtm. Kazimierz Wachniewski                                   |
| dowódca I plutonu                                            | por. rez. Tadeusz Mierzyński (5 X ranny)                     |
| dowódca II plutonu                                           | por. rez. Karol Malanowicz †2 X 1939                         |
| dowódca III plutonu                                          | ppor. Janusz Wolski                                          |
| szef szwadronu                                               | wachm. Władysław Wołosz                                      |
| szwadron ckm                                                 |                                                              |
| dowódca szwadronu ckm                                        | por. Janusz Jacyna-Onyszkiewicz                              |
| dowódca I plutonu                                            | por. Grzegorz Płodowski                                      |
| dowódca II plutonu                                           | por. rez. Leon Głowacki                                      |
| dowódca III plutonu                                          | ppor. rez. Tadeusz Sowiński                                  |
| pododdziały specjalne                                        |                                                              |
| dowódca plutonu łączności                                    | por. Aleksander Bonifacy Hryniewicz                          |
| dowódca plutonu przeciwpancernego                            | por. Józef Władysław Wilowski                                |
| dowódca plutonu kolarzy                                      | ppor. rez. Czesław Ahrends                                   |

### Mapy walk pułku w 1939

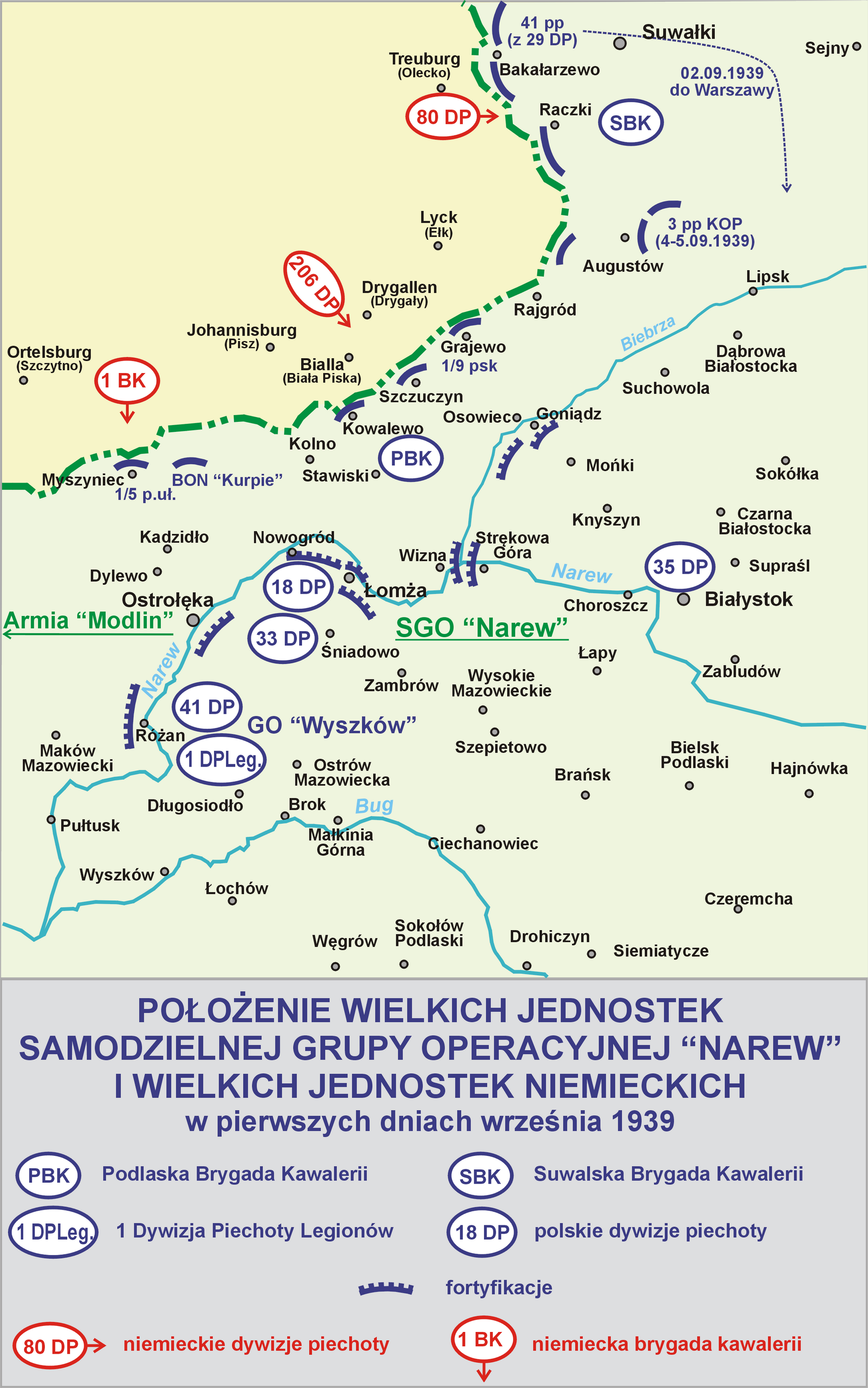
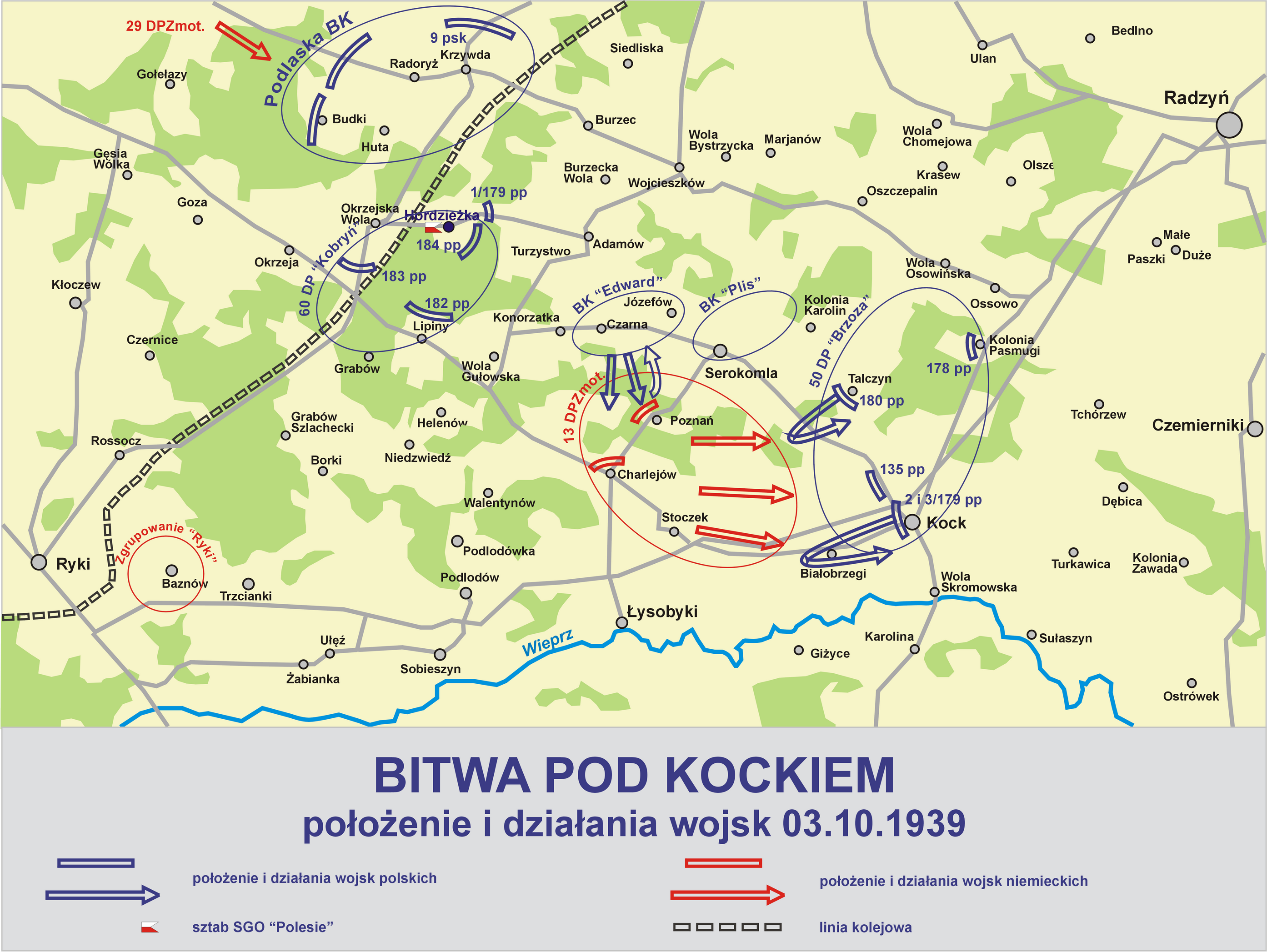
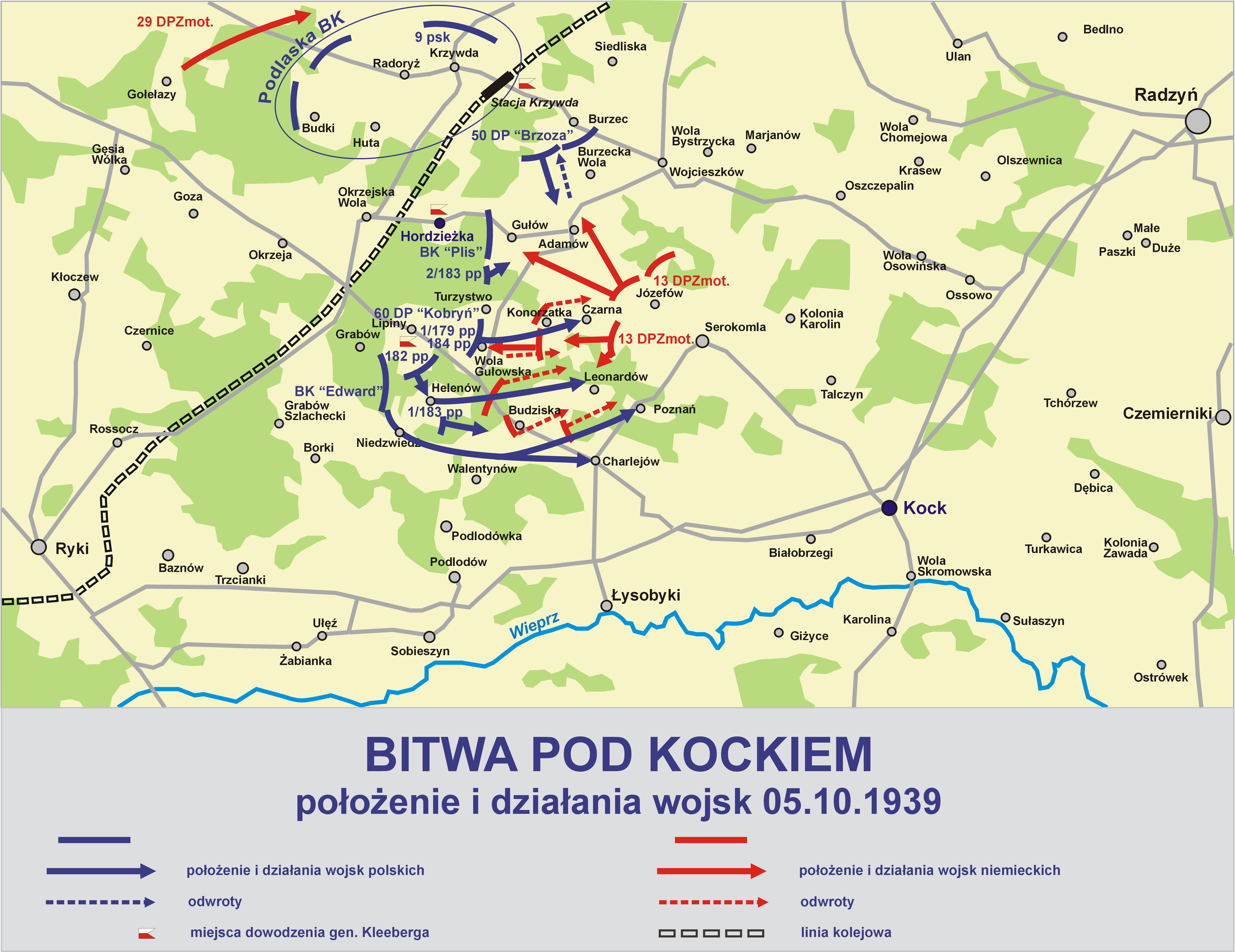

## Symbole pułkowe

### Sztandar
Sztandar ufundowany został przez Koło Opieki 5 Pułku Ułanów i 3 sierpnia 1919 wręczył go pułkowi gen. Trzaska-Durski na placu Saskim w Warszawie. Płat sztandaru znajduje się obecnie w Arsenale oo. Paulinów w Częstochowie.

### Odznaka pamiątkowa
Minister spraw wojskowych rozkazem L. 2666.21 B.P. z 7 maja 1923 zatwierdził odznakę pamiątkową 5 pułku ułanów. Odznaka o wymiarach 39x39 mm ma kształt równoramiennego krzyża, którego ramiona i środek tarczy pokryte są karmazynową emalią. Na środku krzyża godło wz. 1919, okolone srebrnym wieńcem laurowym. Od wieńca odchodzą cztery proporczyki karmazynowo - chabrowe z białym kątem. Na ramionach krzyża wpisano daty „1831” i „1917”. Odznaka oficerska - czteroczęściowa, wykonana w srebrze, emaliowana. Wykonawcą odznak był Wincenty Wabia-Wabiński z Warszawy.

### Barwy
| Proporczyk | Opis                                                                                    |
| ---------- | --------------------------------------------------------------------------------------- |
|            | 1924 – proporczyk z białym kątem posiadał skrzydła w barwach karmazynowej i niebieskiej |
|            | 1928 – proporczyk z białym kątem posiadał skrzydła w barwach wiśniowej i chabrowej      |
|            | proporczyk dowództwa w 1939                                                             |
|            | proporczyk 1 szwadronu w 1939                                                           |
|            | proporczyk 2 szwadronu w 1939                                                           |
|            | proporczyk 3 szwadronu w 1939                                                           |
|            | proporczyk 4 szwadronu w 1939                                                           |
|            | proporczyk 5 szwadronu ckm w 1939                                                       |
|            | proporczyk plutonu łączności w 1939                                                     |
| Inne       | Opis                                                                                    |
|            | Na czapce rogatywce – otok wiśniowy                                                     |
|            | Szasery ciemnogranatowe, lampasy wiśniowe, wypustka wiśniowa                            |
|            | „Łapka” (do 1921) – karmazynowa                                                         |

### Żurawiejki
| Kto zegarki w polu zbiera? To jest piąty pułk Hallera.                     | Wycierają wszystkie kąty, to ułanów jest pułk piąty. | W krwawej szarży pod Zasławiem, pułk zasłużył się Warszawie. |
| Krwawo podły wróg odczuje, gdy Zasławczyk nań szarżuje.                    | Tępi chamów jak cholera, pułk ułanów od Hallera.     | A kto hadów poniewiera? To jest piąty pułk Hallera.          |
| Po każdej zwrotce: Lance do boju, szable w dłoń, bolszewika goń, goń, goń! |                                                      |                                                              |

## Zasławscy ułani

### Dowódcy i zastępcy dowódcy pułku
| Stopień, imię i nazwisko                | Okres pełnienia służby  | Kolejne stanowisko                  |
| Dowódcy pułku                           | Dowódcy pułku           | Dowódcy pułku                       |
| --------------------------------------- | ----------------------- | ----------------------------------- |
| płk Stanisław Sochaczewski              | 1917-1920               |                                     |
| ppłk tyt. płk kaw. Spirydion Koiszewski | 1920 - 15 I 1925        | cz.p.o. dowódcy 25 puł              |
| płk kaw. Anatol Jezierski               | 15 I 1925 - VI 1935     |                                     |
| płk kaw. Stefan Chomicz                 | 4 VII 1935 - 14 IX 1939 |                                     |
| ppłk kaw. Jerzy Edward Anders           | od 14 IX 1939           |                                     |
| Zastępcy dowódcy pułku                  |                         |                                     |
| ppłk kaw. Konstanty Obidziński          | 22 V 1922 - 20 XI 1924  | dowódca 6 psk                       |
| ppłk kaw. Edward Baranowicz             | 1924 - III 1929         | rejonowy inspektor koni w Rzeszowie |
| ppłk dypl. kaw. Ludwik Schweizer        | VII 1929 – I 1932       | dowódca 4 puł                       |
| ppłk kaw. Jerzy Gliński                 | III 1932 – XI 1935      | dowódca 4 bpanc                     |
| ppłk kaw. Kazimierz Busler              | 1936 - 1938             |                                     |
| ppłk kaw. Jerzy Edward Anders           | od 1938 do 14 IX 1939   | dowódca pułku                       |
| mjr kaw. Zygmunt Strubel                | od 14 IX 1939           |                                     |

### Żołnierze 5 pułku ułanów - ofiary zbrodni katyńskiej
Biogramy ofiar zbrodni katyńskiej znajdują się między innymi w bazach udostępnionych przez Ministerstwo Kultury i Dziedzictwa Narodowego oraz Muzeum Katyńskie.
| Nazwisko i imię     | stopień             | zawód             | miejsce pracy przed mobilizacją | zamordowany |
| ------------------- | ------------------- | ----------------- | ------------------------------- | ----------- |
| Certowicz Jan       | ppłk lek. w st. sp. | żołnierz zawodowy |                                 | Katyń       |
| Janicki Marian      | porucznik rezerwy   | mierniczy I klasy |                                 | Katyń       |
| Serwatowicz Tadeusz | porucznik rezerwy   | rolnik            | PZUW                            | Charków     |

## Upamiętnienie

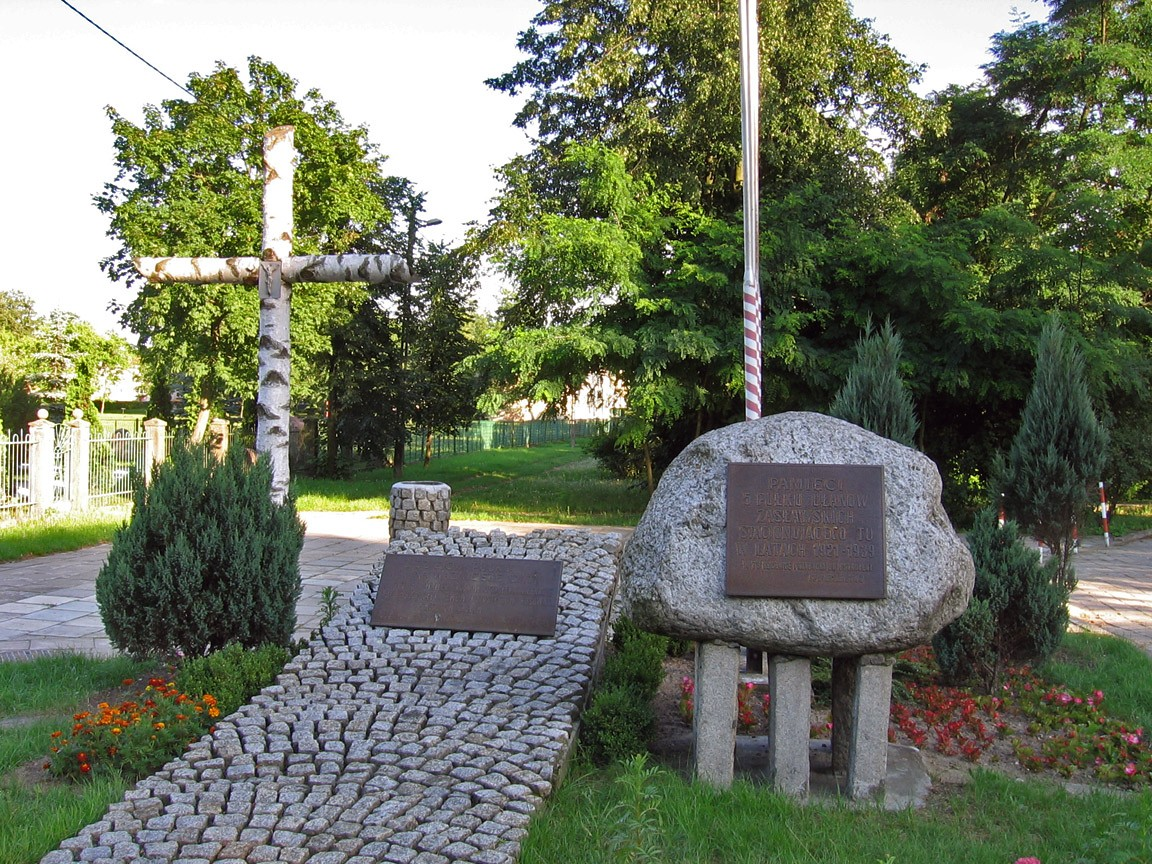
Pamiątkowe tablice i krzyż poświęcony 5 p.uł. w Wojciechowicach